# SLC37A2
SLC37A2‏ (Solute carrier family 37 member 2) هوَ بروتين يُشَفر بواسطة جين SLC37A2 في الإنسان.